# (7881) Schieferdecker
(7881) Schieferdecker (1992 RC7) – planetoida z pasa głównego asteroid okrążająca Słońce w ciągu 5,04 lat w średniej odległości 2,94 j.a. Odkryta 2 września 1992 roku.